# Bruit cosmique

Le bruit cosmique est en radioastronomie un bruit venant perturber les ondes ou particules détectées qui a pour origine l'extérieur de l'atmosphère terrestre. Il intègre les ondes de diverses origines, qu'il s'agisse de rayonnement cosmique,, du fond diffus cosmologique ou d'autres émissions liées à un corps astral particulier, les ondes gravitationnelles. 

## Explications
Les caractéristiques du bruit cosmique sont semblables à celles de bruit thermique. La fréquence de ce bruit est très variable en fonction de sa source.

## Problème du bruit cosmique dans les observations radioastronomiques
En astrophysique, plus particulièrement dans les observations faites en cosmologie, on utilise des types de télescopes qui captent des ondes électromagnétiques et collectent ces informations en provenance de sources électromagnétiques dans l'univers éloignées du système solaire : radiotélescopes, télescopes spatiaux.
Dans le cas de sources qui sont en dehors du spectre visible, on enregistre les ondes électromagnétiques à l'aide d'ordinateurs. Les signaux sont généralement très faibles, et sont noyés dans le « bruit » de l'univers.
L'intégration des enregistrements a pour effet de faire diminuer le « bruit cosmique » par effet statistique, sans affecter le signal, puisqu'on pointe toujours vers la même source.
Les enregistrements numérisés doivent être cumulés sur des périodes de temps assez longues (souvent plusieurs mois), afin de faire diminuer le « bruit » de l'univers, et de faire apparaître l'amplitude du signal en provenance de la source électromagnétique.